# دامباگاهامادا
دامباگاهامادا (به لاتین: Dambagahamada) یک منطقهٔ مسکونی در سری‌لانکا است که در استان مرکزی (سری‌لانکا) واقع شده‌است.